# Evangelical Church of North America
Evangelical Church of North America (ECNA) är ett evangelikalt trossamfund inom den amerikanska helgelserörelsen, bildat 4 juni 1968 av medlemmar av den Evangeliska Förenade Brödrakyrkan som motsatte sig dennas samgående med Metodistkyrkan, som man ansåg hade en liberal bibelsyn och fjärmat sig alltför mycket från John Wesleys förkunnelse om fullständig helgelse.
ECNA har över 12 000 medlemmar i 133 lokala församlingar i USA. Dessutom bedriver man mission i sju länder.
Man tillhör Christian Holiness Partnership och National Association of Evangelicals.
Under årens lopp har andra kyrkor gått upp i ECNA:
- Holiness Methodist Church, 1969
- Wesleyan Covenant Church, 1977
- Evangelical Church in Canada (ECC), 1980

De som motsatte sig det sistnämnda samgåendet organiserade sig i Association of Evangelical Churches.
ECC har sedermera lämnat ECNA och 1993 gått ihop med Missionary Church of Canada.